# 黄色い王女
『黄色い王女』（きいろいおうじょ、フランス語: La princesse jaune）作品30, R. 287は、カミーユ・サン＝サーンスによる1幕5場のオペラ・コミックである。ルイ・ガレによるフランス語のリブレットに基づく。このオペラは1872年にオペラ＝コミック座で初演された。
当時の多くの芸術家と同様、サン＝サーンスもパリのジャポニスムに影響を受けていた。当時の公衆の趣味に合わせて、サン＝サーンスは日本の王女に関する話を選んだが、話の舞台はオランダである。音楽は「東洋的」な響きを出すために五音音階を利用した、「軽く元気な」音によって特徴づけられる。主人公のコルネリスは日本に関するすべてのことに魅せられた学生である。そのいとこのレナはコルネリスを愛しているが、コルネリスは日本の王女のミンを描いた絵に熱中するあまり、レナが自分を愛していることに気づかない。ポーションによって引きおこされた幻覚的な夢の中でコルネリスは日本に移動する。はじめコルネリスは夢中になるが、最終的に幻滅して、自分がレナを愛していることに気づく。

## 歴史
『黄色い王女』はサン＝サーンスが作曲した3作目のオペラであるが、実際に舞台にかかったオペラは本作が最初である。また、ルイ・ガレと協力した最初の作品でもある。のちにガレはサン＝サーンスのために他のいくつかのリブレットを書き、サン＝サーンスの親友になった。オペラ=コミック座では、かつてサン＝サーンスが以前に作曲したオペラ『銀の鈴』を財政的な理由によって契約どおり上演することができなかったため、その償いとしてオペラ＝コミック座の支配人であるカミーユ・デュ・ロクルによって依頼された。1872年の初演では、エミール・パラディールの『留め金』、ジョルジュ・ビゼーの『ジャミレ』とともに3つの1幕オペラとして上演された。初演は完全な失敗であり、批評家は3作すべてを批判したが、この頃まで批評家は常にサン＝サーンスの音楽に批判的であったため、これはサン＝サーンスにとっては意外なことではなかった。オペラ＝コミック座はその後4回公演を行なった後、『黄色い王女』をレパートリーから外した
。

## 配役
| 役         | 声       | 1872年6月12日初演時の歌手 （指揮：アドルフ・ドゥロフル） |
| ---------- | -------- | -------------------------------------------------------- |
| コルネリス | テノール | ポール・レリ                                             |
| レナ       | ソプラノ | アリス・デュカス                                         |

## あらすじ

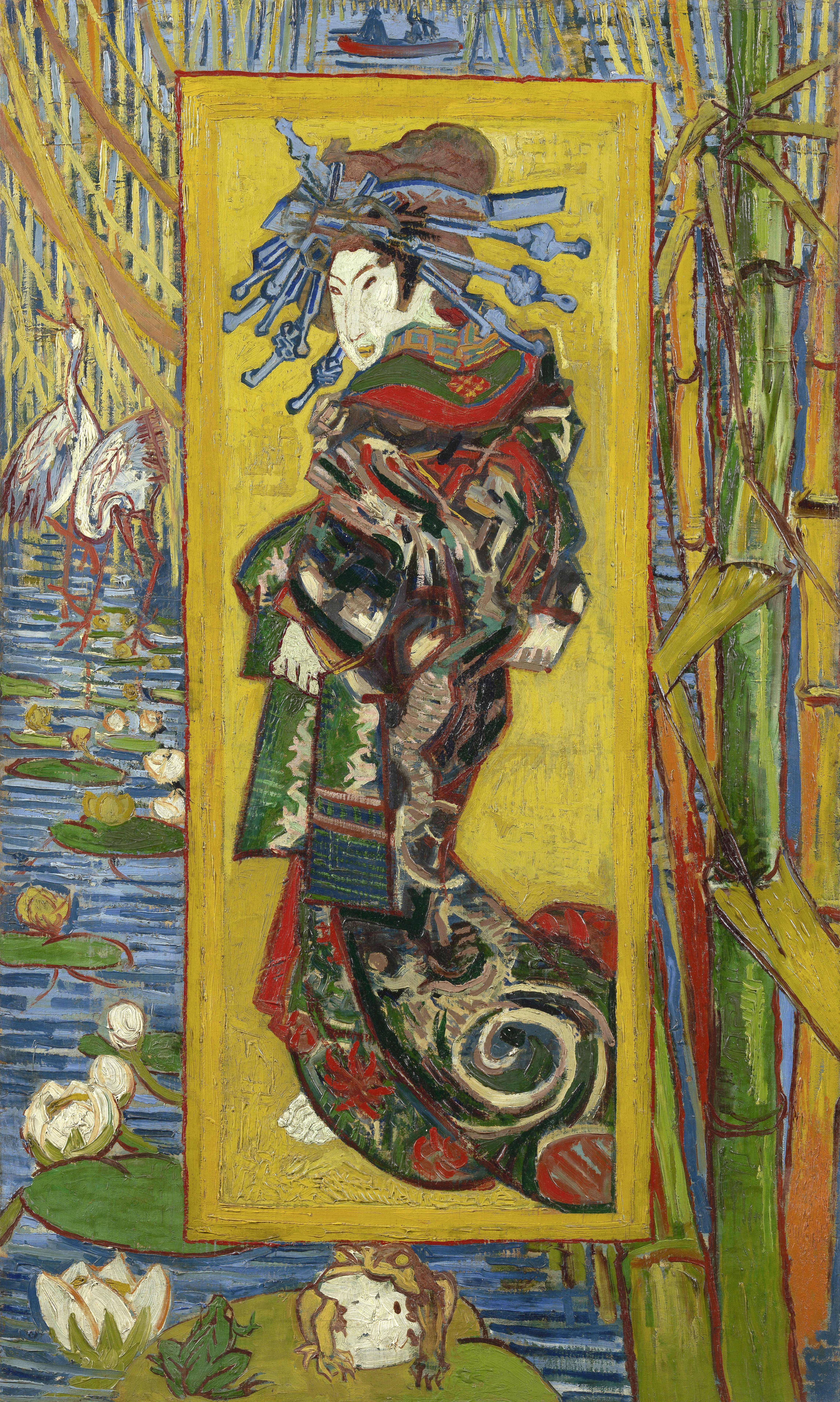
ゴッホ「おいらん（栄泉を模して）」1887年

- 場所：オランダ、レナの両親の家
- 時：冬

### 第1場
レナは、最近孤児になったいとこのコルネリスとともに両親の家に住んでいる。ある日、レナはコルネリスの書斎にはいるが、コルネリスは不在で、書斎は到るところ本や紙、コルネリスの描きかけの作品が散らばっていた。その多くはコルネリスの日本に対する興味を示していた。レナは部屋を掃除し、コルネリスが徹夜したに違いないと思う。レナは詩を見つけるが、それは戸棚にかかった額の絵に描かれた日本の女性をコルネリスが愛しているのではないかというレナの疑いを証明するものだった。レナは怒り、自分がコルネリスをひそかに愛していることを認め、嫉妬心と、いとこの愛をただの絵と争わなければならないやるせなさを告白する。

### 第2場
コルネリスは部屋に戻るが、考えにとりつかれている。レナは何のことを考えているか、幸福かと問う。コルネリスはレナから逃れようとするが、日本が好きで日本に行きたいと思っていることを認める。コルネリスが朝持ち帰った小瓶の中身についてレナが問うが、コルネリスは答えるのを拒む。レナは立腹して部屋を出る。

### 第3場
レナはいとこの挙動について考え、彼の妄想にいらだちはじめる。コルネリスのことを諦めるべきかどうか悩む。

### 第4場
レナが去った後、コルネリスはふたたび日本への愛を追求し、とくにミンの肖像を見つめる。東洋からの舶来品とおぼしきポーションを取りだして飲む。ポーションにはアヘンが含まれており、コルネリスは薬物による幻覚の中で妄想的行為を続ける。

### 第5場
レナはコルネリスの部屋に戻るが、コルネリスは譫妄状態で白昼夢を見ていた。コルネリスは幻覚に深くはいると、オランダの戸棚は日本の部屋に変形する。ミンと思われる女性にコルネリスは愛を告白するが、現実にはそれはレナだった。レナは驚くが、コルネリスが譫妄状態にあることに気づき、告白を拒んだ後、彼がもっとおかしな行動に陥るのを恐れて部屋から逃げる。
コルネリスは肘掛け椅子を壊して目をさまし、オランダの戸棚はふたたびもとの形に戻る。おそるおそる戻ったレナは、コルネリスが肘掛け椅子で眠っているのを見る。目がさめたコルネリスに対し、レナは野蛮な行為をしたことを非難し、空想の中にしかいない女性を愛する狂気を怒った。コルネリスはレナの怒りに目を開かれ、実際にはレナを愛していることに気づく。コルネリスはレナに謝罪し、レナはそれを受けいれる。ふたりは互いに愛しあっていることを認め、劇は終わる。